# York Harbour
York Harbour es un pueblo canadiense situado en la provincia de Terranova y Labrador.

## Superficie
York Harbour tiene una superficie de 13,88 km².

## Demografía
En 2021, tenía 372 habitantes, una densidad poblacional de 26,8 hab./km², y 244 viviendas.